# Janina Kämmerer
Janina Kämmerer (* 16. März 1998) ist eine deutsche Tischtennis-Bundesligaspielerin. Sie wurde 2020 Deutscher Meister im Mixed.

## Werdegang
Janina Kämmerer spielt zusammen mit ihrer Mutter, ihrem Vater und ihrer Großmutter beim Verein TSV Langstadt. Sie trainiert seit 2006 im Leistungszentrum des hessischen Tischtennisverbandes in Frankfurt am Main. Mit der Mannschaft siegte sie bei den internationalen Jugend-Meisterschaften von Belgien. 2016 gewann sie die Hessenmeisterschaft im Einzel, 2015 im Doppel mit ihrer Vereinskameradin Anne Bundesmann. 2024 wurde sie ebenfalls Hessenmeisterin im Doppel mit einer Teamkollegin, dieses Mal mit Alena Lemmer.
Bei der Deutschen Meisterschaft 2020 in Chemnitz holte sie den Titel im Mixed mit Nils Hohmeier.